# Visions of Bodies Being Burned
Visions of Bodies Being Burned è il quarto album in studio del gruppo musicale statunitense Clipping, pubblicato nel 2020.

## Tracce
1. Intro – 2:20
2. Say The Name – 5:00
3. Wytchboard (Interlude) – 0:30
4. '96 Neve Campbell (featuring Cam & China) – 3:21
5. Something Underneath – 2:36
6. Make Them Dead – 4:06
7. She Bad – 3:27
8. Invocation (Interlude) (with Greg Stuart) – 1:13
9. Pain Everyday (with Michael Esposito) – 3:39
10. Check The Lock – 3:37
11. Looking Like Meat (featuring Ho99o9) – 3:30
12. Drove (Interlude) – 0:52
13. Eaten Alive (with Jeff Parker & Ted Byrnes) – 3:40
14. Body for the Pile (with SICKNESS) – 4:25
15. Enlacing – 4:43
16. Secret Piece – 3:42